# Wilken F. Dincklage
Wilken Fritz Dincklage, auch Willem Dincklage (* 21. August 1942 in Hamburg als Wilken Fritz Müller; † 18. Oktober 1994 ebenda), war ein deutscher Musiker, Radiomoderator, Musikproduzent, Schauspieler und Unternehmer. Bekannt war er unter dem Künstlernamen Willem oder auch Der dicke Willem.

## Namen
Seinen zweiten Vornamen Fritz verkürzte er im Schriftverkehr auf F., so war er ab 1967 in Hamburg als Wilken F. Müller, Kaufmann, im Telefonbuch eingetragen.
Ab 1973 führte er den Nachnamen Dincklage, den Mädchennamen seiner Mutter, da dieser seltener und einprägsamer als sein eigener Familienname war. Für seine erste Single im gleichen Jahr Grüß mir den Herbert, Hein und Jan und mach kein’ Scheiß mit Fred (… ach Erika) nannte er sich Willem. Als Moderator wurde er anfangs mit seinem bürgerlichen Namen vorgestellt, später hieß er auch im Radio nur Willem.
Als Texter, Komponist und Produzent verwendete er verschiedene Pseudonyme: So nannte er sich auf den ersten Alben der Rentnerband gemeinsam mit Ewald Lütge als Produzent Lob & Hudel (von Lobhudelei). Dabei ist Lob das Pseudonym von Ewald Lütge und Lex Hudel sein eigenes Pseudonym.

## Leben
Dincklage war gelernter Teekoster. Später arbeitete der Kaufmann u. a. in Hamburg als Ostblock-Experte eines Industriekonzerns.
In den 1970er Jahren wohnte er mit vierzehn Mitbewohnern – unter anderen Otto Waalkes, Udo Lindenberg, Marius Müller-Westernhagen, Steffi Stephan und Günter Fink – in der Künstler-Wohngemeinschaft Villa Kunterbunt in Hamburg-Winterhude.
Er war mit Elke Dincklage, geb. Hermann verheiratet. Von seinem Kollegen Hans Herbert Böhrs wurde er als „Machertyp“ beschrieben. Dincklage konnte sich in acht Sprachen fließend unterhalten.
Am 18. Oktober 1994 starb Wilken F. Dincklage im Alter von 52 Jahren an einer Lungenembolie. Nach Angaben von Hans Herbert Böhrs wog er bei seinem Tod über 250 kg.

## Musik
Laut eigenen Angaben war seine Oma eine Opernsängerin. Als 15-Jähriger kaufte sich Dincklage ein Banjo und spielte bis Anfang der 1960er abends in einigen Jazzclubs in Hamburg. Dann spielte er Gitarre, welche er nach eigenen Angaben auf dem Rücken spielen konnte. Als Amateurmusiker spielte er Swing bei den Bismarcks und den Underbergs.
Zusammen mit dem Toningenieur Konrad Plank gründete Müller in Hamburg noch in der Wrangelstraße Anfang 1972 die Aamok Musikproduktion- und Public Relation GmbH Hamburg (HRB 14619, kurz aamok) Mit Hilfe einer Promotion-LP mit verschiedenen von Plank aufgenommenen Künstlern (Cluster, Guru Guru, Ibliss, Kraftwerk, Andy Marx, Moosknukkl Groovband, Neu!, Parzival, Tomorrow's Gift) wurde Werbung für den Toningenieur Plank, den PR-Mann Müller und Aamok gemacht. Aamok stellte zwischen 1972 und 1974 verschiedene Promotion-Platten her, teilweise in Zusammenarbeit mit Intercord. 1973 wurde die experimentelle Single Deutsches Weihnachts-Potpourri / Silence in the Night bei Linda veröffentlicht. Die A-Seite ist ein von Plank arrangiertes Weihnachtsmedley in einer Art Pre-Punk-Stil. Die B-Seite von Müller enthält nur den gesprochenen Satz Silence in the night gefolgt von Stille von knapp drei Minuten Länge.
Ebenfalls 1972 mietete er zusammen mit Plank in Hamburg-Winterhude eine alte Villa und gründete mit ihm den dort ansässigen Kraut Musikverlag (HRB 16216).
Die Villa wurde zu einer Künstler-WG, der Villa Kunterbunt. Er war der Hauptmieter und lebte dort unter anderem mit den damals unbekannten Künstlern Otto Waalkes, Udo Lindenberg und Marius Müller-Westernhagen zusammen.
1973 erschien seine erste Single Grüß mir den Herbert, Hein und Jan und mach kein’ Scheiß mit Fred (...ach Erika), produziert von aamok bei Intercord.
Weiter produzierte er die Old Merrytale Jazzband. Außerdem verhalfen Plank und Dincklage dem Bassisten Peter Trunk zu einem Album.
Zusammen mit Ewald Lütge gründete er mit mehreren Musikern aus der Hamburger Szene (Gottfried Böttger, Lonzo Westphal, Django Seelenmeyer, Peter Petrel) die Rentnerband. Bei den ersten beiden Alben ...alles klar (1974) und Revue (1975) war als Produzent Lob & Hudel (Pseudonyme von Lütge & Dincklage) angegeben. Auch waren Lob und Hudel als Autor an mehreren Stücken bei den beiden Alben beteiligt.
1975 erschien sein erstes Solo-Album Schwer in Form bei WEA. Mit der Rentnerband ging er 1975 auf Tour.
1977 erschien mit Eine Nacht mit Onkel Carlo das dritte Album der Rentnerband und das letzte, an dem Dincklage beteiligt war; er verließ die Rentnerband, um als Solokünstler Willem weiter zu arbeiten.
Seine größten kommerziellen Erfolge erzielte er vor allem mit Coverversionen, wobei er die jeweilige Originalversion verulkte; beispielsweise enthält Tarzan ist wieder da ein Zitat aus Disco Duck von Rick Dees. Im Frühjahr 1977 konnte Tarzan ist wieder da Platz fünf der deutschen Singlehitparade erreichen. Im Jahr 1983 gelang ihm eine weitere Chartplatzierung auf Platz 19 mit Wat?, einer deutschen Fassung von Captain Sensibles Wot. Mit dieser Parodie des Films E.T. – Der Außerirdische schaffte er es zudem in die ZDF-Hitparade. Für die am 4. Januar 1985 in der ARD ausgestrahlten Fernsehsendung Hallo Elvis nahm Willem 1984 für das gleichnamige Album den Song Bist Du einsam heut Nacht, eine Coverversion von Are You Lonesome Tonight?, im Duett mit Helga Feddersen auf. Seine letzte Veröffentlichung war im Jahr 1986 eine Coverversion von Geil, deren Original von Bruce & Bongo gesungen wurde.
1994 wurde das 20-jährige Jubiläum der Rentnerband geplant.

## Radio
Beim Jugendfunk des Norddeutschen Rundfunks war er 1972 bekannt. Dort wurden 1972 Beiträge von ihm vorproduziert.
Frank Rainer Huck vom Saarländischen Rundfunk wurde auf ihn aufmerksam und am 27. April 1972 wurde ein Porträt von Neu! als Dincklages erster Beitrag für Pop Corner auf Studiowelle Saar gesendet. Anschließend war er regelmäßiger freier Autor für den Saarländischen Rundfunk, wo er vor allem Musik aus Hamburg vorstellte. Am 29. Juni 1972 gab es zum Beispiel einen Beitrag von Willem über die LP Lindenberg von Udo Lindenberg.
Außerdem war er freier Mitarbeiter bei Radio Bremen und Südfunk Stuttgart.
Ab dem 1. Oktober 1973 war er ständiger Moderator des neuen Jugendmagazins Drugstore 1421. Nun pendelte er fast jede Woche zwischen Saarbrücken und Hamburg. Ab April 1976 moderierte er zusätzlich die Sendungen Pop non Stopp (Donnerstag) und die Hitparade Europa-Elf (Freitag). 1977 bewarb er sich beim Saarländischen Rundfunk für den Posten des Intendanten. Ende 1978 beendete Willem seine Tätigkeit beim Saarländischen Rundfunk.
Dincklage war bei der Gründung der NDR 1 Welle Nord 1981 dabei.
Später war er auf NDR2 zu hören.
Regelmäßige Sendungen waren von ihm beispielsweise
- Die Norddeutschen Top Fofftein (plattdeutsch für Die Norddeutschen Top 15), NDR1 Welle Nord, vormittags am Samstag, Januar 1981[23] bis September 1985[24]
- In der Reihe Pop nach Acht: Die Norddeutschen Top Fofftein – Die Single- und LP-Klopfer der Woche, NDR2, abends am Donnerstag[25]
- In der Reihe Espresso: Willem's Spielshow, NDR2, nachmittags am Freitag[25]
- Hits mit Willem, NDR2, nachmittags am Sonntag[26]

Nach der Wende brachte Dincklage seine Medienerfahrung zum Deutschlandsender in Ostberlin.
1991 bewarb sich Dincklage mit seiner Firma Nord Report, der Hamburger Medienakademie e. V. sowie Stadtteilkulturgruppen um die freigewordene Hörfunkfrequenz 97,1 von Radio Korah.
Bei Antenne MV, dem ersten Privatsender Mecklenburg-Vorpommerns, moderierte er ab 1993 die Sendung Willem – Bei Antenne MV ist der Bär los – Norddeutsche Top Twinnich (plattdeutsch für Norddeutsche Top 20).

„Willem hatte zu jener Zeit bereits Visionen zum Laufen gebracht, deren Wert und Bandbreite man in der damaligen Radiowelt erst nach und nach erkennen konnte, die ihn aber unheimlich erfolgreich machten.“

## Schauspieler
Wilken F. Dincklage war auch als Schauspieler tätig und spielte kleinere Nebenrollen in den Filmen:
- Helga und die Nordlichter (1984)[31]
- Otto – Der Film (1985)
- Otto – Der neue Film (1987)
- Otto – Der Außerfriesische (1989)
- Ein Fall für TKKG (Fernsehserie; Folge 8: Bestien in der Finsternis, 1987)

Abgesehen von seiner schauspielerischen Tätigkeit war er Sprecher in einigen Hörspielen; beispielsweise lieh Dincklage seine Stimme der fiktiven Figur Der Schrat aus den Mecki-Hörspielen. Er sprach auch die Rolle des Erzählers in der deutschen Fassung der Rock-Version von Sergei Prokofjews musikalischem Märchen Peter und der Wolf.

## Sonstiges
- Ab 1979[34] bemühte er sich, die Hamburger Fischauktionshalle als Kommunikationszentrum zu nutzen; 1981 sagte die Altonaer CDU, dass er wahrscheinlich den Zuschlag erhalten würde,[35] woraufhin die Altonaer SPD der CDU Stilbruch vorwarf, da aus einer nichtöffentlichen Sitzung zitiert wurde.[36]
- 1983 ersteigerte Dincklage die Barkasse Hafenarzt vom Hamburger Senat;[37] sie wurde in Hafendockter umbenannt und gehörte dann einer Eignergemeinschaft, der u. a. Dincklage, Hans-Otto Mertens, Wolfgang Knauer und Ralf Arnie angehörten.[38]
- Dincklage war Inhaber und Chef der Firma Nord Report (NORD-REPORT Funk- und Fernsehproduktion GmbH) in Hamburg,[30] welche aus Aamok (HRB 14619) hervorgegangen ist.[39][40]
- 1987 wurde der „Kraut“ Musikverlag (HRB 16216) in Hamburg aus dem Handelsregister gelöscht.[40]
- Ebenfalls 1987 gründete er in Hamburg die RWN Radio-Werbung Nord GmbH (HRB 38731)[40], welche 1993 von Hamburg nach Wismar zog und dann CSF Creative Funk Studios GmbH hieß.[2]
- Dincklage war Initiator des seit 1994 in Schwerin durchgeführten Werner-Crosslauf (Namensgeber: Rötger Feldmann).[41]
- Dincklage war 1994 der Mitinitiator des Werner-Clubs „Elde-Jugend“ in Grabow.[42]

## Auszeichnungen
- 1975 Goldene Europa: mit der Rentnerband
- 1977 Löwe von Radio Luxemburg: Bronzener Löwe für Tarzan ist wieder da

## Diskografie

### Studioalben
- 1975: Schwer in Form, Warner Bros.[5]
- 1979: ...der mit dem Hut, Intercord[43]
- 1980: Klau mich! (Wirst schon seh’n, was Du davon hast) – Willem III, Intercord[6]

### Kompilationen
- 1983: Wat? Willem – Seine stärksten Songs, Intercord[44]

### Singles
- 1973: Grüß mir den Herbert, Hein und Jan und mach kein’ Scheiß mit Fred (...ach Erika) / Batterflei (Cover der deutschen Version von Butterfly von Danyel Gérard), Intercord[45]
- 1974: Ach du Schreck, der Kohoutek / Mas Palomas, ach nee (neuer Text zu La Paloma), Metronome[46]
- 1975: Lass’ die Morgensonne (endlich untergeh’n) (neuer Text zu Midnight Special) / Balkan Lied (Cottonfields) (neuer Text zu Cotton Fields), Interpret: Daddy's Group, Warner Bros.[47], aus dem Album Hamburger-Szene[48]
- 1975: Wir woll’n es schön ham / Schwer in Form, Warner Bros.[49], aus dem Album Schwer in Form
- 1977: Tarzan ist wieder da (angelehnt an Disco Duck von Rick Dees) / Nächste Woche habe ich Geburtstag, Ariola[17]
- 1977: Laß die Morgensonne / Dort bin ich zu Haus, Warner Bros.[50]
- 1977: Fröhliche Weihnachten / Gut’ Nacht, Kinder, Intercord[51]
- 1978: Die Polizei / Trimm Dich fix, Intercord[52], A-Seite aus dem Album ...der mit dem Hut
- 1978: Sie (ist, wie Mädchen wohl sind) (neuer Text zu Gone Girl von Johnny Cash) / Willems Bio(graphie), Intercord[53], aus dem Album ...der mit dem Hut
- 1979: Herein in den Beknacktenclub / Mit Zampel un Kaffetäng (Interpret: Willem, Günter und all’ die Anderen), Intercord[54], aus dem Album ...der mit dem Hut
- 1979: Nie wieder Alkohol (neuer Text zu Brown Girl in the Ring) / Nur vom Allerfeinsten, Intercord[55], aus dem Album ...der mit dem Hut
- 1980: Oma’s Märchenstunde / Kurti’s Delight (Kurti vonner Küste), Intercord[56], A-Seite aus dem Album ...der mit dem Hut, B-Seite aus dem Album Klau mich!
- 1980: Der Eiertoller der Rock’n Roller / Freitag Nachmittag im Urwald (Umbaumbarassa), Intercord[57], aus dem Album Klau mich!
- 1983: Wat? (neuer Text zu Wot! von Captain Sensible) / Mein Aufbaupräparat, CBS[58]
- 1983: Armer Bär / Armer Bär (Instrumental), CBS[59]
- 1985: Kasse machen (neuer Text zu Ali Shuffle von Camaro's Gang) / Latte Si, ZYX Records[60]
- 1986: Geil (neuer Text zu Geil von Bruce & Bongo) / Willems B-B-Boogie, Rush Records/Ariola[61]

### Hörspiele
- 1975: Peter und der Wolf, Sprecher der deutschen Version der Rockoper von Jack Lancaster und Robin Lumley, RSO[62]
- 1976: Mecki – Ein verrücktes Wiedersehen von Eduard Ernst, Peggy/Hörzu[63]
- 1976: Mecki und der Spuk im Gespensterhaus von Eduard Ernst, Peggy/Hörzu[64]

### Als Gastsänger
- 1973: The Sheik of Araby von Old Merrytale Jazzband, aus dem Album Live in der „Fabrik“, Intercord/aamok[65]

### Als Produzent
- 1980: Wolfram Bierschenk: Hallo Frollein Kasse sieben / Besonders an der einen Stelle, Philips[66]

### Sonstige Veröffentlichungen
- 1973: aamok: Deutsches Weihnachts-Potpourri / Silence in the Night, Linda[12]
- 1984: Helga Feddersen + Willem: Bist du einsam heut nacht (Are You Lonesome Tonight) aus dem Album Hallo Elvis – Die deutschen Popstars feiern eine Legende, K-tel[21]